# El manantial de las colinas
Jean de Florette (El manantial de las colinas en España) es una película dramática francesa escrita y realizada por Claude Berri, estrenada en 1986.
Es una adaptación de la novela homónima de Marcel Pagnol, la cual está basada en el guion de la película Manon des sources que el autor realizó en 1952. La versión de Claude Berri tiene una secuela también titulada Manon des sources.

## Resumen
En medio de los años 1920 en un pequeño pueblo de Provenza perdido en la Garriga, Ugolin vuelve del servicio militar. Este joven campesino tiene un sueño: ganar dinero cultivando plantas florales. Su tío, César Soubeyran, apodado « el Papet », es soltero y dispuesto a todo para que su sobrino triunfe y se case y así transmita su apellido, del cual es el único heredero. Pero para que estos proyectos se logren, hace falta poder disponer de un manantial, que es un bien extremadamente precioso. La granja de los Romero convendría perfectamente....

## Ficha técnica
|                        | Dato |
| ---------------------- | --- |
| Título                 | Jean de Florette |
| Realización            | Claude Berri |
| Guion                  | Claude Berri y Gérard Brach, basado en la novela homónima de Marcel Pagnol                                                       |
| Fotografía             | Bruno Nuytten |
| Technovision - formato | 2.35:1 |
| Montaje                | Noëlle Bebida, Sophie Coussein, Hervé De Luze, Jeanne Kef, Arlette Langmann y Corinne Lazare                                     |
| Música                 | Jean-Claude Petit basada en un tema de la apertura de la Fuerza del destino de Giuseppe Verdi (Toots Thielemans en la armónica). |
| Producción             | Pierre Grunstein |
| Producción             | D.D. Producciones, Películas A2, RAYO, Renn Producciones, TSR                                                                    |
| Género                 | drama |
| Duración               | 120 minutos |
| Estreno                | 1986 |

## Reparto
| Actor               | Personaje                                                         |
| ------------------- | ----------------------------------------------------------------- |
| Daniel Auteuil      | Ugolin Soubeyran "Galinette"                                      |
| Gérard Depardieu    | Jean Cadoret "Jean de Florette"                                   |
| Yves Montand        | César Soubeyran "El Papet"                                        |
| Élisabeth Depardieu | Amada Cadoret, mujer de Jean y madre de Manon                     |
| Margarita Lozano    | Baptistine, la bruja italiana que vive con su marido en una gruta |
| Ernestine Mazurowna | Manon Cadoret                                                     |
| Armand Meffre       | Philoxéne                                                         |
| André Dupon         | Pamphile, el carpintero                                           |
| Pierre Nougaro      | Casimir                                                           |
| Jean Maurel         | Anglade, el creyente                                              |
| Roger Souza         | Ángel                                                             |
| Didier Pan          | Eliacin, el brutal                                                |
| Pierre-Jean Rippert | Pascal, el plomero                                                |
| Marc Betton         | Martial                                                           |
| Clément Cal         | Méderic, el dueño del bar                                         |

## Sobre la película
- En 1952, Marcel Pagnol realiza la película Manon de las fuentes con su mujer Jacqueline en el rol de Manon. No quedando plenamente satisfecho, desarrolla, diez años más tarde, la historia de Manon como la saga El agua de los cerros: Jean de Florette (la historia del padre de Manon, que se desarrolla durante la niñez de esta) y Manon de las fuentes (cuya trama es muy cercana a la de la película). Claude Berri filmó ambas adaptaciones simultáneamente las cuales fueron estrenadas con pocas semanas de intervalo.
- La pareja Cadoret en la pantalla fue interpretada por Élisabeth y Gérard Depardieu, casados al momento del rodaje.
- Claude Berri le propuso a Coluche interpretar el rol de Ugolin, pero el actor rechazó la oferta por razones económicas.[1] Jacques Villeret fue también contactado pero, como consecuencia del rechazo de Yves Montand y de Simone Signoret a trabajar con él, el papel fue finalmente interpretado por Daniel Auteuil .
- El rodaje se desarrolló en las colinas del pueblo Cuges los Pinos en Bocas del Ródano.

## Reconocimientos

### Premios
- César al mejor actor: Daniel Auteuil
- Premio de la Academia nacional del cine para Claude Berri
- BAFTA 1987 (Londres): Mejor Película, Mejor guion, Mejor segundo rol (Daniel Auteuil), Mejor Foto
- Premio del círculo de la crítica de Londres 1988: Mejor película extranjera

### Nominaciones
- César a la mejor película
- César al mejor realizador - Claude Berri
- César al mejor guion original o adaptación - Gérard Brach
- César a la mejor música - Jean-Claude Petit
- César a la mejor foto - Bruno Nuytten
- César al mejor sonido - Laurent Quaglio
- César al mejor afiche - Michel Jouin
- BAFTA a la mejor película